# Saint-Rémy, Ain

Saint-Rémy este o comună în departamentul Ain din estul Franței.